# کامیله سرف
 اطلاعات بیشتر لازم است
کامیله سرف (به فرانسوی: Camille Cerf) متولد ۹ دسامبر ۱۹۹۴یک زن تاجر و فعال امور خیریه و همچنین مدل فرانسوی که صاحب عنوان مسابقه زیبایی است که به عنوان دختر شایسته فرانسه در سال 2015 انتخاب شد.
کامیله سرف با خواهرش که دوقلو هستند به نام ماتیلد در شهر کولاژنه بزرگ شد.

## اوایل زندگی
کامیله سرف به همراه خانواده و خواهر دوقلویش ماتیلد در کوولن (به انگلیسی: Coulogne )زندگی می‌کند.
او در سن 15 سالگی وارد صنعت مد شدو توسط الیت مدل وارد مسابقه Elite Model Look شد و پس از اینکه یکی از نامزدهای نهایی بود ، با این آژانس مدل سازی قرارداد بست.
وی در سال 2017 لیسانس خود را از یک مدرسه بازرگانی در فرانسه دریافت کرد.
او پس از فوت پدرش در اثر سرطان در سپتامبر 2014 شروع به افزایش آگاهی از سرطان کرد. 
همچنین او به Metronews گفت که دوست دارد انجمنی ایجاد کند که به افراد مبتلا به سرطان کمک کند تا زندگی بهتری داشته باشند.
دوشنبه، 13 سپتامبر 2021، سیریل لیگیناک در برنامه خود به نام Tous en cuisine پذیرای کامیل سرف بود. میس فرانس سابق در این برنامه دوست پسرش را به دوربین معرفی کرد.